# Bo (Distrikt)
Bo ist ein Distrikt Sierra Leones mit etwa 534.000 Einwohnern (Stand 2021). Er gehört zur Provinz Southern und liegt im südlichen Zentrum des Landes. Seine Hauptstadt ist Bo. Der Distrikt ist in 16 Chiefdoms (Häuptlingstümer) und die Stadt Bo eingeteilt.
Bo umfasst eine Fläche von 5219 Quadratkilometer.
Die Bewohner des Bo-Distrikts gehören hauptsächlich den Ethnien der Mende und Temne an; sowohl Christen als auch Muslime sind hier vertreten. Die Wirtschaft besteht in Handel, Gold- und Diamantenabbau, Reisanbau, Kaffee-, Kakao- und Palmölproduktion.
Im Bürgerkrieg in Sierra Leone befand sich Bo 1994–1995 unter der Kontrolle der Revolutionary-United-Front-Rebellen. In dieser Zeit kam es zu großen Zerstörungen an Städten wie Tikonko und Bumpeh. Nach der Verdrängung der Rebellen aus dem Distrikt 1999 beruhigte sich die Lage jedoch, und Binnenvertriebene aus anderen Landesteilen kamen nach Bo. Der Wiederaufbau ist relativ weit vorangeschritten.
Der Distrikt verfügte 2006 über 88 Gesundheitseinrichtungen, darunter ein staatliches Krankenhaus, eine staatliche Klinik, ein Missionskrankenhaus, sieben Missions-, drei NGO- und fünf private Kliniken. 2005 waren 1,9 % der Bewohner HIV-positiv. 2004/2005 gab es 396 Primar- und 37 Sekundarschulen. Die Alphabetisierungsrate lag 2004 für die Stadt Bo bei 64 % (74 % der Männer und 55 % der Frauen) und im übrigen Distrikt bei 29 % (Männer 40 %, Frauen 19 %). 64,2 % der Kinder in der Stadt und 50,5 % im übrigen Distrikt besuchten eine Schule.